# Kriwjanskaja
Kriwjanskaja (russisch Кривянская) ist eine Staniza in der Oblast Rostow in Russland mit 10.423 Einwohnern (Stand 14. Oktober 2010).

## Geographie
Der Ort liegt etwa 40 km Luftlinie nordöstlich des Oblastverwaltungszentrums Rostow am Don am rechten Ufer des Don-Armes Aksai, unmittelbar oberhalb der Einmündung des rechten Zuflusses Tuslow und südlich des linken Tuslow-Nebenflusses Kadamowka. Kriwjanskaja wird außer im Norden vom Stadtkreis Nowotscherkassk umgeben: die eigentliche Stadt liegt wenige Kilometer nordwestlich der Staniza, jenseits des Tuslow, und etwa 5 km östlich der Stadtteil (mikrorajon) Donskoi, der bis 2004 eigenständige Siedlung städtischen Typs war.
Kriwjanskaja gehört zum Rajon Oktjabrski und befindet sich 30 km südlich von dessen Verwaltungszentrum Kamenolomni. Die Staniza ist Sitz und einzige Ortschaft der Landgemeinde Kriwjanskoje selskoje posselenije.

## Geschichte
Der Ort wurde erstmals in der Mitte des 18. Jahrhunderts als Weiler erwähnt, 1778 unter dem Namen Kriwoi Stan. Als Gründungsjahr gilt 1705. 1790 wurde der Status einer Staniza unter dem heutigen Namen verliehen. Von 1938 bis 1944 war Kriwjanskaja Verwaltungssitz eines nach ihm benannten Rajons.

### Bevölkerungsentwicklung
| Jahr | Einwohner |
| ---- | --------- |
| 1821 | 1.261     |
| 1897 | 4.185     |
| 1959 | 5.991     |
| 1979 | 8.617     |
| 2002 | 10.219    |
| 2010 | 10.423    |

Anmerkung: ab 1897 Volkszählungsdaten

## Verkehr
Die nächstgelegene Bahnstation befindet sich am Stadtrand von Nowotscherkassk aus Richtung Kriwjanskaja, an der Strecke Moskau – Woronesch – Rostow am Don.
Nordöstlich wird Kriwjanskaja von der Regionalstraße 60N-37 umgangen, die Nowotscherkassk mit dem südöstlich benachbarten Rajonzentrum Bagajewskaja am anderen Donufer (Autofähre) verbindet. Der Straße folgt eine Güteranschlussstrecke zum unmittelbar östlich von Kriwjanskaja gelegenen, zwischen 1965 und 1972 in Betrieb genommenen Wärmekraftwerk Nowotscherkasskaja GRES der OGK-2.

## Söhne und Töchter des Ortes
- Stepan Bobrikow (1874–1931), Generalmajor
- Pjotr Polkownikow (1850–1906), Generalmajor
- Georgi Polkownikow (1883–1918), Oberst, Chef des Petrograder Militärbezirks während der Oktoberrevolution 1917